# Aeroportul Regional Riverton
Aeroportul Regional Riverton (IATA: RIW, ICAO: KRIW, FAA LID: RIW) este un aeroport din Wyoming, Statele Unite ale Americii ce deservește zona Riverton⁠(d). Aeroportul a fost tranzitat în 2019 de 13.824 de pasageri. A fost numit după zona deservită.
Situat la o altitudine de 1.685 m, aeroportul dispune de 2 piste.

## Infrastructură

### Piste
Aeroportul dispune de 2 piste. Pista 01/19 are suprafața de asfalt și dimensiunile 4.800 picioare × 75 picioare. Pista 10/28 are suprafața de asfalt și dimensiunile 8.204 picioare × 150 picioare. 